# Judo under sommer-OL 2016 – 57 kg (damer)
Kvindernes 57 kg konkurrence i judo ved sommer-OL 2016 i Rio de Janeiro blev afholdt den 8. august 2016 på Carioca Arena 2.